# Ласкано (Уругвай)
Ласкано (исп. Lascano) — город на юго-востоке Уругвая, на территории департамента Роча.

## География
Город находится в западной части департамента, восточнее реки Себольяти, на высоте 2 метров над уровнем моря.
Ласкано расположен на расстоянии приблизительно 87 километров к северо-северо-востоку (NNE) от Рочи, административного центра департамента и на расстоянии 215 километров к северо-востоку от Монтевидео, столицы страны. Ближайший гражданский аэропорт расположен в городе Трейнта-и-Трес.

## История
Ласкано был основан 10 февраля 1876 года. Получил статус малого города (Villa) 4 июля 1908 года. Получил статус города (Ciudad) 3 ноября 1952 года.

## Население
По данным переписи 2011 года, население составляло 7 645 человек.
| Год  | Население |
| ---- | --------- |
| 1963 | 5 309     |
| 1975 | 6 026     |
| 1985 | 7 152     |
| 1996 | 7 134     |
| 2004 | 6 994     |
| 2011 | 7 645     |

Источник: Instituto Nacional de Estadística de Uruguay